# Arianit Ferati
Arianit Ferati (Stuttgart, 7 september 1997) is een Duits-Kosovaars voetballer die doorgaans als aanvallende middenvelder speelt. 

## Carrière
Ferati speelde tot 2011 in de jeugd van Stuttgarter Kickers. Vanaf 2011 heeft hij de gehele jeugdopleiding van VfB Stuttgart doorlopen. Op 12 september 2015 maakte hij zijn debuut in de Bundesliga tegen Hertha BSC. In 2016 werd hij door Hamburger SV aangetrokken. Hij zou niet bij het eerste team doorbreken en werd verhuurd aan Fortuna Düsseldorf en Erzgebirge Aue en speelde voor het tweede team van HSV. Bij Waldhof Mannheim kwam hij tussen 2019 en 2021 regelmatig aan spelen toe in de 3. Liga. In 2021 ging hij naar het Nederlandse Fortuna Sittard.

## Interlandcarrière
Ferati  speelde in 2013 drie keer in Duitsland -16, waarvoor hij één keer scoorde. In 2014 nam hij met Duitsland onder 17 deel aan het Europees kampioenschap voetbal mannen onder 17. Hij debuteerde in 2015 in Duitsland -18. Hij speelde voor Duitsland tot en met de onder 20. In 2022 maakte Ferati zijn debuut voor het Kosovaars voetbalelftal.

## Carrièrestatistieken
| Seizoen         | Club             | Land            | Competitie      | Competitie | Competitie | Beker | Beker | Totaal | Totaal |
| Seizoen         | Club             | Land            | Competitie      | Wed.       | Dlp.       | Wed.  | Dlp.  | Wed.   | Dlp.   |
| --------------- | ---------------- | --------------- | --------------- | ---------- | ---------- | ----- | ----- | ------ | ------ |
| 2015/16         | VfB Stuttgart    | Duitsland       | Bundesliga      | 2          | 0          | 0     | 0     | 2      | 0      |
| 2015/16         | VfB Stuttgart II | Duitsland       | 3. Liga         | 4          | 1          | 0     | 0     | 4      | 1      |
| Carrière totaal | Carrière totaal  | Carrière totaal | Carrière totaal | 6          | 1          | 0     | 0     | 6      | 1      |